# Чёрный круг
«Чёрный круг» — одна из самых известных живописных работ Казимира Малевича, основателя нового течения в живописи — супрематизма.
Картина принадлежит к направлению русской беспредметной живописи, названному К. С. Малевичем супрематизмом, или «новым живописным реализмом». Беспредметность супрематизма для К. С. Малевича была названа им выводом из предметного мира, новым аспектом, открывшим художнику природу, пространство, Вселенную. Супрематические формы «летят», находятся в состоянии безвесия. «Чёрный круг» для художника был одним из трёх главных модулей новой пластической системы, стилеобразующим потенциалом новой пластической идеи — супрематизма.

## История создания картины
Картина написана в 1915 году, позднее автор для различных выставок сделал её варианты, — авторские повторения. Первый «Чёрный круг» был написан в 1915 году и экспонировался на «Последней футуристической выставке картин „0,10“».  Второй вариант картины был создан учениками Малевича (А. Лепорской, К. Рождественским, Н. Суетиным) под его руководством. Эта картина входит в триптих: «Чёрный квадрат» — «Чёрный крест» — «Чёрный круг». В настоящее время хранится в Государственном Русском музее в Санкт-Петербурге.

## Интерпретация
В своем манифесте Малевич сказал, что работы были задуманы как «отчаянная борьба за освобождение искусства от балласта объективного мира». В 1990 году художественный критик Майкл Брэнсон заметил: «Единственное, что постоянно в супрематизме Малевича — это белый фон. Он совершенно бескорыстен и анонимен, но при этом отличен. Это плотная пустота или полная пустота. Он атмосферен, но в нем мало воздуха. Он не открыт и не закрыт, но и то и другое одновременно. Все кажется удерживаемым, но свободным».

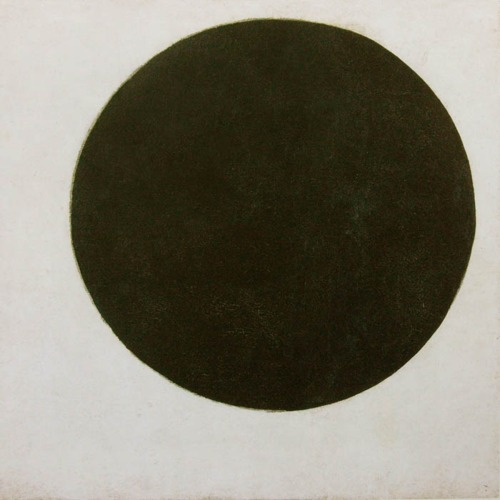
Чёрный круг. 1915. Private Collection, Courtesy Galerie Gmurzynska Zug.